# Tugimaantee 22
De Tugimaantee 22 is een secundaire weg in Estland. De weg loopt van Rakvere via Väike-Maarja naar Vägeva en is 52,0 kilometer lang. 